# Магбасит
Магбасит — мінерал, силікат магнію, барію та кремнію.
Хімічна формула: KBa(Al, Sc) (Mg, Fe2+)6 [F2 | Si6O20].
Містить (%): K2O — 4,9; BaO — 14,8; Al2O3 — 4; Sc2O3 — 2,1; FeO — 8,9; MgO — 21,4; SiO2 — 39,7; F — 5,5 Домішки: CaO (1,7).
Утворює віялоподібні тонкоголчасті й повстеподібні виділення.
Густина 3,41.
Твердість: 5-5,5.
Колір безбарвний або рожевувато-фіолетовий.
Блиск скляний.
Знайдений в гідротермально змінених породах.
За назвою хімічних елементів магнію, барію та кремнію (Е. І. Семенов, А. П. Хом'яков, А. В. Бикова, 1965).